# Mauritanië op de Olympische Zomerspelen 2016
Mauritanië nam deel aan de Olympische Zomerspelen 2016 in Rio de Janeiro, Brazilië. Het Mauritaans olympisch comité zond twee atleten naar de Spelen, beiden actief in het atletiek. De Mauritaanse ploeg behoorde tot de kleinste olympische delegaties van de Olympische Zomerspelen 2016: alleen Tuvalu had een kleinere delegatie (één atleet).

## Deelnemers en resultaten
(m) = mannen, (v) = vrouwen 

### Atletiek
| Olympiër           | Discipline | Resultaat | Prestatie                       |
| ------------------ | ---------- | --------- | ------------------------------- |
| Jidou El Moctar VO | 100m (m)   | 78e       | voorronde serie 3: 6de in 11,44 |
|                    |            |           |                                 |
| Houleye Ba         | 800m (v)   | 64e       | serie 2: 8ste in 2.43,52        |